# Rubus glomeriflorus
Rubus glomeriflorus är en tvåhjärtbladig växtart som beskrevs av August Gremli.
Rubus glomeriflorus ingår i släktet rubusar och familjen rosväxter. Inga underarter finns listade i Catalogue of Life.